# تفجيرات الشقق الروسية
تفجيرات الشقق الروسية كانت سلسلة من التفجيرات التي أصابت أربع عمارات سكنية في المدن الروسية بويناكسك، وموسكو، وفولغودونسك في سبتمبر 1999، وهو ما أدى إلى مقتل 293 شخصًا وجرح 651 آخرين، نشرت هذه التفجيرات موجة من الخوف في أرجاء البلاد. وأدت إلى جانب حرب داغستان إلى دخول الدولة الروسية في الحرب الشيشانية الثانية.
أصابت التفجيرات بويناكسك في 4 سبتمبر، وأصابت موسكو في 9 سبتمبر وفولغودونسك في 16 سبتمبر. وعُثر على متفجرات مشابهة وجرى تفكيكها في عمارة سكنية في مدينة ريازان الروسية في 22 سبتمبر. في اليوم التالي، أثنى رئيس الوزراء فلاديمير بوتين على شجاعة سكان ريازان وأمر بقصف جوي للعاصمة الشيشانية جروزني، وهو ما كان بداية للحرب الشيشانية الثانية. وفقًا للرواية الرسمية والأحكام الصادرة عن السلطات القضائية الروسية «جرى تنظيم وتمويل هذه العمليات الإرهابية بواسطة قادة منظمة إسلامية مسلحة غير قانونية معروفة باسم القوقاز». وبعد ساعات قليلة، قبضت الشرطة على العملاء الثلاثة لخدمة الأمن الاتحادية، الذين زرعوا الأجهزة المتفجرة في ريازان. وأُعلن أن الحادثة كانت تمرينًا تدريبيًا. هذه الأحداث قادت إلى الادعاء بأن التفجيرات كانت هجوم علم زائف نفذته خدمة الأمن الاتحادية بهدف إضفاء الشرعية على متابعة النشاط العسكري في الشيشان وجلب فلاديمير بوتين إلى منصب الرئاسة الروسية.
قدم عضو البرلمان يوري شيكوشيكن مشروعي قرار من أجل تحقيق برلماني في الأحداث، لكن مجلس الدوما رفض مشروعيه في مارس 2000. وترأس أمين الدوما سيرغي كوفالف لجنة عامة مستقلة للتحقيق في التفجيرات. هذه اللجنة لم تؤد عملها على النحو المطلوب إذ رفضت الحكومة الرد على تساؤلاتها. مات اثنان من الأعضاء الرئيسيين في لجنة كوفالف، وهما سيرغي ياتشنكوف ويوري شيكوشيكن، وكان في موتهما شبهة اغتيال. وألقي القبض على محامي اللجنة ميخائيل تريباشكن.
في 2002، اكتمل التحقيق الروسي الرسمي في التفجيرات، وجاءت خلاصته في أن التفجيرات نظمها أتشميز جوتشايف، الذي ظل طليقًا، والذي كان يأتمر بأمر سيدي الحرب الإسلاميين ابن خطاب وأبو عمر السيف، الذين قتلا.
يوري فليشتنسكي وألكسندر لتفنينكو وبوريس بريزوفسكي وديفيد ساتر وبوريس كاجارلتسكي وفلاديمير بريبيلوفسكي والانفصاليون الشيشانيون يرون أن تفجيرات 1999 كانت هجوم علم زائف نسقت له خدمة الأمن الاتحادية من أجل كسب التأييد الشعبي لحرب جديدة واسعة النطاق في الشيشان، وهي الحرب التي عززت شعبية فلاديمير بوتين، رئيس الوزراء والمدير السابق لخدمة الأمن الاتحادية، وكذلك جلبت حزب الوحدة المؤيد للحرب إلى مجلس الدوما ووضعت بوتين في منصب الرئاسة في غضون شهور قليلة. انتقد هذه النظرية روبرت بروس وير وهنري بلاتر زيبرك وسايمون سارادجيان.

## التفجيرات

### نظرة عامة
وقعت خمس تفجيرات في شقق سكنية، وأعيق ما لا يقل عن ثلاثة محاولات تفجير. وجميع التفجيرات كان لها «توقيع» متشابه، نظرًا إلى طبيعة الضرر وحجمه. وفي كل حالة استُخدمت متفجرات قوية، وضبطت المؤقتات على أن تبدأ ليلًا لكي تصيب أكبر عدد ممكن من الضحايا المدنيين. ووضعت المتفجرات لتضرب أضعف الأجزاء من المباني وأكثرها أهمية، لتجبر المباني على «الانهيار كبيت من ورق». استطاع الأفراد الذين ضلعوا في التفجيرات الحصول على عدة أطنان من المتفجرات القوية أو تصنيعها، وتسليمها إلى وجهات عديدة عبر روسيا.

### مول موسكو
في 31 أغسطس 1999، وفي تمام الساعة الثامنة مساءً بالتوقيت المحلي، ضرب انفجار مركز تسوق أوخونتي رياض في ميدان مانيجانيا بموسكو. وقد قتل شخص وجرح ما بين 30 إلى 40 آخرين. وبحسب جهاز الأمن الفيدرالي الروسي، فقد نتج الانفجار عن قنبلة تزن 300 جرام من المتفجرات. وفي 2 سبتمبر 1999، اتصل شخص مجهول وادعى أن منظمة مسلحة غير موجودة تدعى «جيش تحرير داغستان» هي المسؤولة عن التفجير.

### بويناكسك، داغستان
في 4 سبتمبر 1999، وفي تمام الساعة العاشرة مساءً، انفجرت سيارة مفخخة خارج مبنى من خمس طوابق في مدينة بويناكسك في داغستان قرب حدود الشيشان. وكان المبنى مأوى لجنود حرس الحدود الروس وعائلاتهم. أسفر الانفجار عن مقتل 64 شخصًا وإصابة 133. وقد عثر على سيارة مفخخة أخرى وأبطل مفعولها في نفس البلد. كانت القنبلة المبطلة في سيارة تحوي 2706 كيلوغرامًا من المتفجرات. وكان السكان المحليون قد اكتشفوها في موقف سيارات تحيط به مستشفى للجيش ومبانٍ سكنية.